# Paraminota nepalensis
Paraminota nepalensis es una especie de insecto coleóptero de la familia Chrysomelidae. Fue descrita científicamente en 1991 por Doberl.